# أليكس جونسون
أليكس جونسون (بالإنجليزية: Alex Johnson)‏ (و. 1988  م) هو لاعب كرة السلة، من كندا، ولد في تورونتو، يلعب كلاعب هجوم خلفي.

## التعليم
تعلم في أكاديمية فوغان رود ‏.

## روابط خارجية
- أليكس جونسون على موقع كرة السلة الأوروبية.كوم (الإنجليزية)
- أليكس جونسون على موقع كلية كرة السلة في سبورتس رفرنس.كوم (الإنجليزية)
- أليكس جونسون على موقع ريلجم (الإنجليزية)
- أليكس جونسون على موقع بروبوليرز (الإنجليزية)
- أليكس جونسون على موقع سبورتس رفرنس (الإنجليزية)